# بوکستون (داکوتای شمالی)
بوکستون(به انگلیسی: Buxton) شهری در ایالت داکوتای شمالی کشور ایالات متحده آمریکا است که جمعیت آن در سرشماری سال ۲۰۱۰ میلادی، ۳۲۳ نفر بوده‌است.